# Мерілін Брейн
Мерілін Брейн (англ. Marilyn Brain, 14 квітня 1959) — канадська академічна веслувальниця.
Срібна призерка Олімпійських Ігор 1984 року в складі розпашної четвірки зі стерновою.